# Retroperitonealfibrose
Die Retroperitonealfibrose (retroperitoneale Fibrose, Abkürzung RPF), auch Morbus Ormond, Ormond-Krankheit  oder Ormond-Syndrom genannt, im angloamerikanischen Schrifttum auch Albarran-Ormond Syndrome, „Gerota’s fascitis“ oder „Gerota’s syndrome“, ist eine langsam zunehmende Bindegewebsvermehrung zwischen dem hinteren Bauchfell und der Wirbelsäule mit Ummauerung der Gefäße, Nerven und Harnleiter.

## Geschichte
Einer der ersten beschriebenen Fälle dieses Syndroms betraf den Astronomen Friedrich Wilhelm Bessel. Als Erstbeschreiber der Retroperitonealfibrose (1905) gilt der kubanische Urologe Joaquín Albarrán (1860–1912). Allgemein bekannt wurde die Erkrankung jedoch erst durch eine Publikation des US-amerikanischen Urologen John Kelso Ormond 1948, der zwei Patienten mit diffuser Bindegewebsvermehrung hinter der Bauchhöhle (retroperitoneal) beschrieb und dabei ein klinisches und pathologisches Krankheitsbild begründete.

## Ätiologie

### Idiopathische Form
Bei der primären (= idiopathische Form = Morbus Ormond = Albarran-Ormond Syndrom) Retroperitonealfibrose kann weder eine zugrunde liegende Erkrankung noch ein sonstiges auslösendes Ereignis nachgewiesen werden. Als Auslöser der Erkrankung wird ein autoimmunologischer Prozess angenommen. Häufig bestehen erhöhte IgG4-Serumspiegel, so dass der Verdacht besteht, dass die idiopathische Retroperitonealfibrose zu den IgG4-assoziierten Erkrankungen zählt.

### Sekundäre Form
Eine sekundäre (= Ormond-Syndrom) Retroperitonealfibrose kann ausgelöst werden durch Autoimmunerkrankungen wie Morbus Crohn, primär biliäre Cholangitis, Granulomatose mit Polyangiitis, Sjögren-Syndrom und Erdheim-Chester-Erkrankung. Eine Retroperitonealfibrose kann auch zusammen mit einer Arteriosklerose der Aorta oder einem Aortenaneurysma auftreten; möglicherweise ist in diesen Fällen eine Immunreaktion gegen atheromatöses Material in der Arterienwand Auslöser des Krankheitsprozesses.
Weiterhin kann eine Retroperitonealfibrose auftreten nach Bestrahlungen, nach einer Asbestexposition sowie bei chronischem Harnstau, bei Entzündungen oder Infektionen der Harnwege, nach Verletzungen oder Operationen, bei bösartigen Tumoren und unter einer Therapie mit bestimmten vasoaktiven Medikamenten wie Methysergid, Pergolid oder Bromocriptin. Auch andere Medikamente wie Ergotamin, Methyldopa, Hydralazin, Azetylsalizylsäure, Phenacetin und Betarezeptorenblocker gelten ebenfalls als mögliche Auslöser.
Ein auslösendes Ereignis kann in weniger als 25 % der Fälle nachgewiesen werden. Nach anderen Angaben ist ein Drittel der Fälle sekundär.

## Pathogenese der idiopathischen Retroperitonealfibrose
Ein spezifischer Auslöser der idiopathischen Retroperitonealfibrose ist nicht bekannt.
Die feingewebliche Untersuchung zeigt fibrotische und entzündliche Veränderungen. Die Fibrose ist charakterisiert durch eine Vermehrung von Kollagen und Myofibroblasten, die entzündliche Komponente durch ein Infiltrat, das vorwiegend aus T- und B-Lymphozyten besteht (Abbildung unter).
Die Blutuntersuchung zeigt erhöhte Entzündungsmarker wie Blutsenkung und C-reaktives Protein. Diese Marker werden nicht nur im Rahmen der Diagnose der Erkrankung eingesetzt, sondern auch zur Verlaufskontrolle der entzündlichen Aktivität.
Eine Vielzahl weiterer spezifischerer Entzündungsmarker können erhöht sein wie CD20-positive B-Lymphozyten, CD4- und CD40-positive T-Lymphozyten, Immunglobulin G4 und antinukleäre Antikörper. Zudem wurde eine Assoziation mit bestimmten Typen des HLA-Systems beschrieben.

## Epidemiologie
Unter ca. 200.000 Deutschen findet man einen Erkrankungsfall. In der internationalen Literatur wird die Inzidenz mit weniger als einem Ereignis pro 100.000 Personen beschrieben. Die zunehmende Anzahl an Fallberichten spricht aber dafür, dass die Erkrankung eventuell häufiger ist. Männer sind relativ häufiger betroffen als Frauen. Der Altersgipfel liegt zwischen 40 und 60 Jahren; nach anderen Angaben beginnt die Krankheit im mittleren Lebensalter.

## Klinik
Üblicherweise werden dumpfe, schwer lokalisierbare, nicht-kolikartige Schmerzen in den Flanken, im Rücken, im Hodensack oder im Unterbauch angegeben. Alle Organsysteme des Retroperitoneums können betroffen sein. In 80–100 % der Fälle kommt es zu einer Ummauerung der Harnleiter (Hydroureter, Ureterstenosen) und zum Rückstau des Urins in die Niere, was im fortgeschrittenen Stadium zu einer Hydronephrose führen kann. Ein einseitiges oder beidseitiges akutes Nierenversagen beziehungsweise ein chronisches Nierenversagen bis hin zur uni- oder bilateralen Oligurie oder Anurie der betroffenen Seite können entstehen. Man spricht von einer obstruktiven Uropathie und von einer Hydronephrose.
Es können aber auch der Darmtrakt, das Gallen- und Pankreasgangsystem, die Aorta und die Abgänge großer Arterien, Organe des Beckens sowie periphere Nerven betroffen sein. Zudem kann es zu Beinschwellungen aufgrund einer Abflussbehinderung der Venen oder Lymphgefäße kommen. Beschrieben wird auch eine periphere arterielle Verschlusskrankheit vom Beckentyp als Folge einer RPF. In seltenen Fällen wurden entzündliche oder fibrotische Veränderungen von Mediastinum, Pericard, Pleura, Schilddrüse, Nasennebenhöhlen oder Augenhöhlen beobachtet.
Die retroperitoneale Fibrose kann mit der sklerosierenden Cholangitis und mit einer Colitis ulcerosa vergesellschaftet sein. Begleitsymptome können Übelkeit und Erbrechen, bei Männern Anschwellungen des Skrotums, einseitige Flankenschmerzen, eine vermehrte Müdigkeit, ein unspezifisches Fieber und ein unklarer Gewichtsverlust sein.

## Diagnostik
Beweisend für die Erkrankung ist die feingewebliche Untersuchung (Histologie, Mikroskopie nach einer Biopsie). Häufig wird die Diagnose allein mit bildgebenden Verfahren gestellt, da die Gewebsentnahme ein zu großes Risiko darstellt. Geeignet sind die Kernspintomographie und die Computertomographie. Die Sonographie alleine ist ungeeignet.
Computertomographie und Kernspintomographie zeigen häufig eine Zunahme des die Aorta umgebenden (= periaortalen) Bindegewebes, das die distale Aorta unterhalb der Abgänge der Nierenarterien und benachbarte anatomische Strukturen einmauert. Das Gewebe hat eine Textur, die für eine dichte Fibrose spricht. Die Aorta kann sowohl eingeengt als auch erweitert erscheinen. Bei untypischen Merkmalen wie Lymphknotenvergrößerung, Verdrängungserscheinungen oder atypischer Lokalisation wird eine Gewebsentnahme empfohlen, um einen malignen oder granulomatösen Prozess auszuschließen.
Die Positronenemissionstomographie mit Fludeoxyglucose (FDG) zeigt eine Anreicherung von FDG im betroffenen Bereich.
Labordiagnostisch ist durch Bestimmung von Entzündungsparametern, Autoantikörpern und Rheumafaktoren eine assoziierte autoimmun bedingte Grunderkrankung als Hinweis auf eine sekundäre Genese abzuklären.
Differentialdiagnostisch ist an Nierenerkrankungen anderer Genese, an diverse Tumore, an arteriosklerotische Gefäßverschlüsse und bei Frauen auch an gynäkologische Erkrankungen zu denken.

## Therapie
Aufgrund der Seltenheit der Erkrankung existieren keine kontrollierten Studien zur Behandlung der Retroperitonealfibrose. Die Therapieempfehlungen stützen sich daher auf Fallberichte (Kasuistiken) und kleinere Fallserien. In Einzelfällen sind spontane Heilungen (Spontanremissionen) beschrieben, diese Verläufe sind jedoch die Ausnahme.

### Operative Therapie
Bei Vorliegen einer Harntransportstörung muss der Abfluss wiederhergestellt werden. In der Regel gelingt dies mit einer inneren Schienung mit einem Katheter (Harnleiterschiene, Doppel-J-Katheter, DJ-Harnleiterschiene). Auch gibt es die Möglichkeit einer Stentimplantation. Andernfalls werden die Harnleiter operativ freigelegt und nach intraperitoneal verlagert. In Ausnahmefällen, z. B. bei einer chronischen Infektion, können die Entfernung einer Niere (Nephrektomie) oder die Anlage eines Urostomas erforderlich werden.

### Medikamentöse Therapie
Eine standardisierte medikamentöse Therapie gibt es nicht. Gute Erfolge gibt es mit Immunsuppressiva (wie Kortikosteroiden oder Azathioprin) und mit Tamoxifen. Auch Cyclophosphamid, Methotrexat, Mycophenolat-Mofetil, Cyclosporin A und Colchizin sind erfolgreich eingesetzt worden. Es fehlt zwar ein Laborparameter, der spezifisch für die Retroperitonealfibrose ist; das Ansprechen auf die medikamentöse Therapie kann aber durch Bestimmung des C-reaktiven Proteins, eines unspezifischen Entzündungsmarkers, überwacht werden.
Mitunter erfolgt auch eine Behandlung mit modernen (biologischen oder synthetischen) disease-modifying anti-rheumatic drugs (DMARD) oder Biosimilaren.

### Nierenersatzverfahren
In schweren Fällen muss beim Nierenversagen durch beiderseitige Schrumpfnierenbildung zur Verhinderung einer Urämie eine Nierendialyse als eine Möglichkeit der Nierenersatztherapie in Erwägung gezogen werden. Als Alternative kommt eine Nierentransplantation in Frage. Hier muss nicht mit einem Rezidiv der retroperitonealen Fibrose gerechnet werden. Denn die Spenderniere wird üblicherweise heterotop im Becken (aber auch hier retroperitoneal wie die Eigennieren) eingepflanzt. Wegen dieser Beckenlage kann der Transplantatharnleiter (außerhalb des Retroperitonealraums) jedoch direkt mit der Harnblase verbunden werden.

### Behandlungen von Komplikationen
Komplikationen können spezielle therapeutische Maßnahmen erforderlich machen. Aufgrund einer Einengung des Darmes kann ein Darmverschluss auftreten, der operativ behandelt werden muss. Eine Harnabflussstörung kann Harnwegsinfektionen bis hin zur Nierenbeckenentzündung begünstigen, die antibiotisch behandelt werden müssen. Eine Einengung der großen Venen kann zu Störungen des Blutabflusses und zu Thrombosen führen, die eine Behandlung mit gerinnungshemmenden Substanzen erforderlich machen können.

## Verlauf und Prognose
In der Regel kommt es zu einem guten Ansprechen auf die immunsuppressive Therapie. Allerdings besteht – insbesondere bei zu kurzer Behandlungsdauer – die Gefahr eines Rückfalls. Im Allgemeinen wird zwischen 12 und 24 Monaten behandelt. Gelegentlich kommt es aufgrund eines lange bestehenden Harnstaus zu bleibenden Nierenschäden. In frühen Fallserien wurde die Sterblichkeit (Mortalität) mit 10 bis 20 % angegeben, in aktuellen Berichten liegt die Mortalität weit unter 10 %. Das Neuauftreten (Inzidenz) eines fortschreitenden (progredienten) chronischen Nierenschadens liegt bei behandelten Patienten unter 5 % der Fälle.